# Quénieu

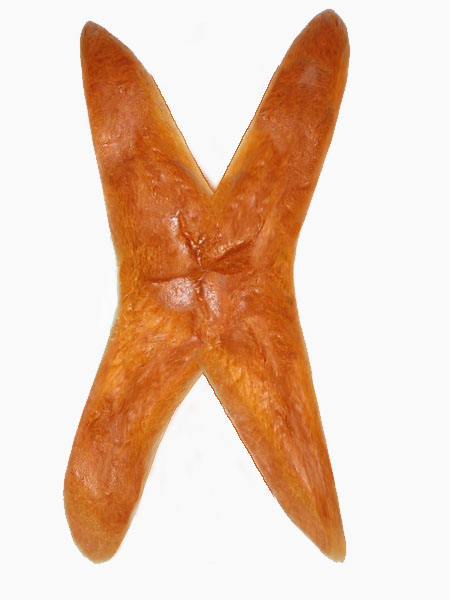
Un quénieu champenois.

Le quénieu est une brioche de Champagne consommé à Noël. Il est proche du cougnou consommé en Belgique et dans le nord de la France mais est en forme de croix, alors que le cougnou à une forme qui rappelle celle de l'enfant Jésus emmailloté.